# Теодор Сикеот
Теодор Сикеот, також Феодор Сикеот (грец. Θεοδωρος «дар Божий»; ?  613) — візантійський аскет самітник, єпископ, священник, монах цілитель, чудотворець та святий. Заснував Сикейський монастир.

## Життєпис

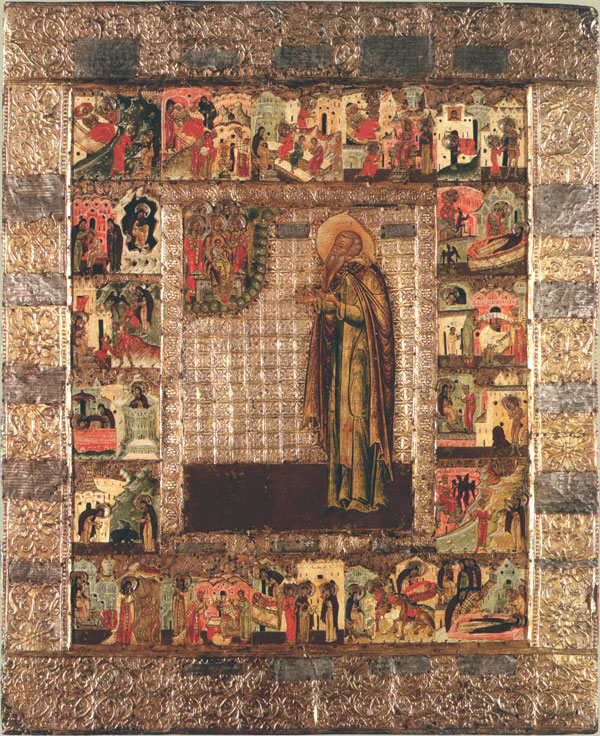
Ікона прп.Теодора Сикеота. XVII ст. Русь

Теодор Сикеот народився у селі Сикея, близько 550 року, недалеко від міста Анастасіополя, провінція Галатія, що в Малій Азії. 
В шестирічному віці мати подарувала йому золотий пояс — хотіла бачити Теодора воїном. Проте вночі уві сні  їй явився Юрій Змієборець і наказав не думати про військову службу сина, тому що немовля було призначене служити Богу. 
Батько майбутнього святого, Косма, який служив скороходом в імператора Юстиніана Великого, помер рано.
В школі Теодор виявив великі здібності до навчання, а головне — недитячий розум та мудрість: він був спокійний, тихий, умів завжди заспокоїти товаришів, не допускав сварок і злості серед них. 
У будинку його матері жив побожний старець Стефан. Наслідуючи його, Теодор з 8 років почав у Великий піст з'їдати лише невеликий шматок хліба вечорами.
Коли Теодору виповнилося 10 років, він смертельно захворів. Його принесли до церкви святого Іоанна Хрестителя і поклали його перед вівтарем. Хлопчика зцілили дві краплі роси, які впали з лику Спасителя, написаного на склепінні храму. У цей час хлопчикові ночами став являтись великомученик Георгій, який водив його молитися у свій храм до ранку.

У дванадцять років Теодор удостоївся в тонкому сні побачити на Престолі Царя Слави Христа з Його Матір'ю, Який сказав: 
|  | Подвизайся, Теодоре, щоб досконалу в Небесному Царстві винагороду прийняти, я ж і на землі тебе шанованим зроблю і прославлю серед людей. |

З того часу Теодор почав трудитися ще старанніше. Першу і Хрестопоклонну седмиці Великого посту він проводив у цілковитому мовчанні. Не раз рятував святого великомученик Георгій від підступів диявольських.
В 14 років Теодор пішов з дому і жив при церкві великомученика Георгія. Мати приносила йому їжу, але святий Теодор все лишав на камінні біля церкви, а сам з'їдав в день лише одну просфору.
Уникаючи людської слави преподобний Теодор пішов у повне усамітнення. Під великим каменем недалеко від церкви великомученика Георгія він викопав печеру і вмовив одного диякона засипати вхід землею, залишивши лише невеликий отвір для повітря. Диякон приносив йому хліб з водою і нікому не говорив, де зник преподобний. Два роки провів преподобний в затворі і повному мовчанні.
Звістка про подвиги юнака дійшла до місцевого єпископа Феодосія. У церкві великомученика Георгія він присвятив його в сан диякона, а потім  на священника, хоча преподобному було всього 17 років.
Через деякий час преподобний Теодор вирушив на поклоніння святим місцям до Єрусалиму, і там, в Хозевітській Лаврі поблизу Йордану, прийняв чернецтво.
Повернувшись на батьківщину, продовжував жити при церкві великомученика Георгія. Його бабця Елпідія, сестра Влата і мати за порадами преподобного віддалилися в монастир, а тітка померла в доброму сповіданні. 
Преподобний постриг у чернецтво юнака Єпіфанія, потім благочестива жінка, зцілена святим від хвороби, привела до нього свого сина Філумена. Прийшов і доброчесний юнак Іоанн. Так поступово поруч з преподобним зібралася браті, так виникла Сикеотська монастирська обитель.
Багато, хто з учеників преподобного прославили добродійствами і подвигами та сподобились від Бога великих дарів. Відомі імена декотрих з них: Андрій, Арсен Блаженний, Євагрій, Єлпійдій, Леонтій, Теодор, Стефан, Георгій (Єлевсій), що і написав життєпис преподобного після 641 р.
Коли помер єпископ Анастасіопольский, християни захотіли поставити єпископом Теодора проте знаючи, що він не погодиться, несподівано прийшли за ним, і проти його волі висвятили на єпископа. Гірко плакали іноки сикеотської лаври, прощаючись зі своїм настоятелем, але він на втіху їм сказав: «Не журіться, брати, але вірте мені, що немає на землі нічого, що могло б розлучити мене з вами». І дійсно, він до кінця своїх днів по-батьківськи піклувався про засновану ним обитель.
Ставши єпископом, святитель Теодор багато трудився на благо Церкви. Душа ж його шукала відокремленого спілкування з Богом. Через кілька років він вирушив на поклоніння святим місцям до Єрусалиму. Там, не відкриваючи свого сану, він оселився в Лаврі преподобного Сави, де жив в мовчанні від Різдва Христового до Великодня. Потім великомученик Георгій звелів йому повернутися в Анастасіополь.
Таємні вороги намагалися отруїти святителя, але Божа Матір дала йому три зернятка. Святитель з'їв їх і лишився неушкоджений. Святий Теодор обтяжувався тягарем єпископства і виклопотав у Константинопольського Патріарха Киріака дозволу піти назад у свій монастир і здійснювати там Богослужіння.
У 610 році патріарх Фома представився, випросивши благословення у преподобного Теодора. Сам Теодор помер в 613 році.

## Перенесення мощей
Перенесення мощей преподобного Теодора Сикеота, єпископа Анастасіопольського з Галатії в Константинополь відбулось не пізніше IX століття. Мощі його в 1200 році в монастирі святого Георгія бачив паломник з Русі Антоній.
Пам'ять — 5 травня.
28 червня — перенесення мощей.

## Подвиги
Святий Теодор з 8 років почав у Великий піст з'їдати лише невеликий шматок хліба вечорами. В 14-річному віці, коли мати приносила йому їжу, то святий все лишав на камінні біля церкви, а сам з'їдав в день лише одну просфору.
На прохання святого, коваль зробив для нього залізну клітку без даху, таку вузьку, що в ній можна було тільки стояти. У цій клітці у важких веригах преподобний стояв від Святої Пасхи до Різдва Христового. Від Хрещення Господнього до Святої Пасхи він замкнувся в печері, звідки виходив тільки для здійснення Богослужіння у суботу та неділю. На всю святу Чотиридесятницю святий споживав лише овочі і ярину по суботах і неділях.

## Чудеса
Життєпис преподобного Теодора і чудеса, що стались за його молитвами описав його учень Єлевсій, що отримав від преподобного у чернецтві ім'я Георгій. Він розповідає про себе, що батьки його, довгий час бувши в подружжі, не мали дітей і просили преподобного Феодора, щоб його молитвами і благословенням вони могли бути батьками; преподобний, взявши пояса їх, благословив та віддавши їм передбачив про закінчення неплідства. У них дійсно народився Єлевсій, якого вони, виховавши, привели до преподобного і віддали на служіння Богу. Дванадцять років живучи з преподобним, він був очевидцем невимовних чудес, про які і написав дуже детально, ось лише декілька з них.
- Ще перед своїм народженням, матері святого Теодора було уві сні видіння, що світла зірка зійшла до неї в утробу. Прозорливий старець, до якого вона звернулася, роз'яснив, що це благодать Божа зійшла на зачате нею немовля.
- Одного разу будучи ще зовсім юним хлопчиком святий вирушив за благословенням до пустельника старця Глікерія. У цей час у країні була страшна посуха, і старець сказав: "Дитино, схилімо коліна і просімо Господа, щоб Він послав дощ. Таким чином ми дізнаємося, чи бажані Господеві наші молитви". Старець і отрок, схиливши коліна, стали молитися - і зараз пішов дощ. Тоді старець сказав святому Теодору, що на ньому покоїться благодать Божа, і благословив його стати ченцем, коли прийде час.
- Зцілення біснуватого отрока, зцілення прокаженого, зцілення хворої жінки, що привела до преподобного свого сина Філумена.
- Святий Теодор отримав від Господа владу над дикими звірами. Ведмеді та вовки приходили до нього і брали їжу з рук.
- За молитвами преподобного зцілювалися прокажені, з цілих областей виганяли біси.
- Коли в сусідньому селищі Магатії з'явилася сарана, нищила посіви, жителі звернулися з проханням про допомогу до преподобного Теодора. Він відправив їх до церкви. Після Божественної літургії, яку здійснював преподобний Теодор, жителі повернулися до себе і дізналися, що за цей час вся сарана вимерла.
- Коли воєвода Маврикій повертався до Константинополя після перської війни через Галатію, преподобний передбачив йому, що він стане імператором. Пророкування здійснилося і імператор Маврикій виконав прохання святого - присилав щороку в монастир хліб для безлічі людей, які годувалися там.
- Коли в одному з міст Галатії сталося страшна пригода - під час хресного ходу дерев'яні хрести стали самі собою коливатися і розбиватися, то Константинопольський патріарх святий Фома закликав до себе преподобного Теодора, щоб від нього довідатися таємницю цього страшного дива. Наділений даром прозріння, преподобний Теодор пояснив, що це є передвістям прийдешніх бід для Церкви Божої (так він пророчо вказав на майбутню єресь іконоборства). Засмучений святий Патріарх Фома просив преподобного молитися про свій швидкий спочинок, щоб не бачити йому лиха.
- Покаяння і хрещення волхва Карапоса.
- Зцілення сліпого отрока і явлення Богородиці святому Теодору під час його хвороби (Богородиця дає Теодору три зернини).
- Передсмертне явлення уві сні святого Георгія і зцілення отрока (прокаженого царського сина).
- Святість преподобного була настільки явна, що під час вчинення ним Євхаристії благодать Святого Духа у вигляді світлої порфіри покривала Святі Дари. Одного разу, коли преподобний підняв дискос з Божественним Агнцем і проголосив "Святеє святим", - Божественний Агнець піднявся у повітря, а потім знову опустився на дискос.
- Перед кончиною своєю двічі святого великомученика Георгія бачив — у сонному видінні йому являвся. Спершу явився, подаючи йому палицю дорожню і кличучи з собою в далеку путь. Тоді явився, на коні їдучи і другого коня ведучи, і казав: «Сядь, Теодоре, на коня і прямуй за мною». З цього блаженний Теодор зрозумів свій швидкий перехід з тутешнього, і учням своїм те з радістю сповістив, і час кончини своєї після празника Пасхи назвав, що й сталося. А коли помирав, бачив святих ангелів, які прийшли взяти його, і усміхнувся, лицем світлий, в руки їхні передав святу свою душу.[1].

Вся Православна Церква вшановувала преподобного Теодора святим ще за його життя.